# Klaus Bernhard Staubermann
Klaus Bernhard Staubermann (* 10. August 1967) ist ein deutscher Wissenschafts- und Technikforscher und seit 1. November 2022 Gründungsdirektor des Deutschen Hafenmuseums in Hamburg.

## Leben und Wirken
Klaus Bernhard Staubermanns Vater war von Beruf Logistiker, der viel in der Welt unterwegs war; seine Mutter war Juwelierin. Staubermann wuchs in Münster auf und studierte Philosophie und Astronomie in Deutschland, Frankreich und Schottland. 1998 promovierte er mit der Arbeit „Controlling Vision – The Photometry of Karl Friedrich Zoellner“ bei Simon Schaffer am Department for the History and Philosophy of Science der Universität Cambridge. Als Postdoctoral Fellow am Dibner Institute for the History of Science and Technology in Cambridge, Mass. setzte er seine wissenschaftlichen Tätigkeiten fort und forschte zum Verhältnis von Astrophysik, experimenteller Psychologie und Kulturen des Sehens im späten 19. und frühen 20. Jahrhundert. Daran anschließend war er als wissenschaftlicher Referent in der Alexander-von-Humboldt-Stiftung in Bonn tätig und wechselte dann als Kurator für Medizin und Naturwissenschaften des Universitätsmuseums und Dozent für Grundlagen und Geschichte der Wissenschaften an die Universität Utrecht. In dieser Zeit war er zudem Gastwissenschaftler am Max-Planck-Institut für Wissenschaftsgeschichte. Später leitete Staubermann am Deutschen Technikmuseum in Berlin die Abteilung für Astronomie, der zu diesem Zeitpunkt sowohl die Archenhold-Sternwarte in Treptow als auch das Zeiss-Großplanetarium in Prenzlauer Berg angehörten. Während seiner Amtszeit wurden die Dauerausstellungen der Archenhold-Sternwarte überarbeitet und verschiedene Sonderausstellungen gestaltet. Parallel dazu unterrichtete er Wissenschaftsgeschichte am Helmholtz-Zentrum für Kulturtechnik der Humboldt-Universität zu Berlin. Von 2007 bis 2018 war Staubermann Principal Curator und Acting Keeper of Science and Technology der National Museums Scotland in Edinburgh. Er war maßgeblich am Gesamtumbau der Dauerausstellung beteiligt, die herausragende Besucherzahlen und zahlreiche Auszeichnungen generierte. Während seiner Zeit in Schottland war er auch Honorary Fellow am Institut for Science, Technology and Innovation Studies der Universität Edinburgh und erhielt für seine wissenschaftliche Arbeit mehrere Forschungspreise. Staubermann ist Autor zahlreicher internationaler Publikationen.
Ab 2018 war er Geschäftsführer und Generalsekretär des Deutschen Nationalkomitees des Internationalen Museumsrates (ICOM Deutschland). In diese Zeit fallen Gastprofessuren an den Universitäten Göteborg und Bengaluru. Zum 1. November 2022 übernahm er als Gründungsdirektor die Leitung des im Aufbau befindlichen Deutschen Hafenmuseums in Hamburg.
Staubermann lebt in Hamburg-St. Georg, ist verheiratet und hat eine Tochter.

## Schriften (Auswahl)
- Reconstructing the past: when intangible heritage meets scientific practice. International Journal for Intangible Heritage, Vol. 15 (2020), S. 30–38
- Museum Research Databases for the History of Science and Technology. ICON, 24 (2018/2019), S. 186–195
- Investigating and understanding colour, perception and skills. NUNCIUS, Journal of the Material and Visual History of Science (2018), S. 88–103
- mit Geoffrey N. Swinney: Making space for museum models: an historical geography of engineering models in National Museums Scotland, 1854-present. International Journal for the History of Engineering and Technology, Vol. 86, 1 (2016) S. 19–41
- The Transfer of Shipbuilding Knowledge: Reconstructing HMAS Warrego. ICON, 2 (2014) S. 40–48
- als Herausgeber: Reconstructions. NMSE, Edinburgh 2011
- What Machine Tools Can Tell Us About Historic Skills and Knowledge. International Journal for the History of Engineering and Technology, Vol. 80,1 (2010) S. 119–132
- Instrument and Image: Inside the Scientific Lantern Slide In: Peter Morris, Klaus Staubermann (Hrsg.): Illuminating Instruments, Smithsonian Publications, Washington (2009) S. 3–18
- Astronomers at Work: A Study of the Replicability of 19th Century Astronomical Practice. Harri Deutsch, Frankfurt, 2007 (Acta Historica Astronomiae; 32)